# 竹本泉のいろいろぶっく
『竹本泉のいろいろぶっく』は竹本泉による漫画作品を収録した単行本。本稿では前身的連載である「苺タイムス」などについても解説する。

## 概要
主に作者自身と、2人のキャラクターの掛け合いで構成される。内容はいずれのタイトルでも変わらず、作者がその時々にプレイしていたテレビゲームに関する話を中心にしつつ、アニメを見たり、テレホンカード蒐集にはまったり、大量のビデオの収納に頭を悩ませたりといった具合に、作者の近況を伝えるエッセイ的作品となっている。
前身の「苺タイムス」も含め、タイトルを変えながら10年以上に渡る長期連載となっている。

## 苺タイムス
この単行本では、『竹本泉のいろいろぶっく』収録作品の前身となる「苺タイムス」などを収録している。また「あとがき」に、近藤るるるによる寄稿が収録されている。
- 電撃パソコン（電撃王（メディアワークス）、1993年）
  - カラー1ページ。未収録作品あり。
- でんげきおんせん（電撃王（同）、1994年2月号）
  - カラー1ページ。読み切り作品。
- でんげきパソコン海賊版 ゆみみみっくす（電撃王（同）、1994年2月号） 
  - カラー4ページ。読み切り作品。FMタウンズ版『ゆみみみっくす』の宣伝漫画。
- 苺タイムス（覇王（講談社）、1993年-1995年）
  - カラー2ページ。

## 竹本泉のいろいろぶっく
この単行本では、ソフトバンククリエイティブのゲーム雑誌で連載した4タイトルを合わせて収録している。
- 竹本泉のいろいろのーと（セガサターンマガジン、1997年-1998年）
  - 白黒半ページ。連載前に掲載された読み切り作品「ある日のなんか色々TVゲーム」も本書に収録。
- （竹本泉の）いろいろですく（ドリームキャストマガジン、1998年-2001年）
  - 白黒1ページ。途中から「竹本泉の」の冠が外れる。誌名変更にあわせタイトル変更。
- 色々ですくすくす（ドリマガ、2001年-2004年）
  - カラー1ページ。誌名変更にあわせタイトル変更。
- いろいろきっさー（ドリマガ、2004年-2006年）
  - カラー1ページ。作者曰く「マイナーアップデート」。掲載誌の月刊化にあわせタイトル変更。

### 未収録作品
- なんかいろいろ（コードフリークAR 2012年-）
  - 白黒1ページ。下記の『ゲーマガ』の休刊により、掲載誌を変えた形でタイトル変更。

## いろいろとかゲームとか
竹書房より刊行。上記2点に関連する未収録作品、制作に関わったゲームの宣伝漫画・付録漫画などを収録している。
- いろいろめもー（ゲーマガ 2006年-2009年）
  - カラー1ページ。誌名変更にあわせタイトル変更。
- いろいろめもー2C（ゲーマガ 2009年-2012年）
  - 白黒1ページ。掲載誌のリニューアルにあわせタイトル変更。2012年3月、掲載誌の休刊に伴い連載終了。
- ひよどりタイムス（未発表作品、1996年執筆）
- ひよどりにっき（覇王マガジン（講談社）、1996年-1997年）

## 登場人物
南みかん
ゲーム好きの女子中学生。活発で勝気な性格だが、作者や詩織の行動に対するツッコミ役に回ることが多い。なお本連載ではほぼ毎回その回で話題にしている作品、あるいは事象に関するコスプレをした立ち絵が描かれるが、彼女は大抵男役である。
本田詩織
みかんと同級生で、同じくゲーム好きの女子中学生。もっとも比較的大衆的な趣味のみかんに対し、ややマニアックな、少々ずれた女の子として描かれる。ボケ役に回ることが多い、「アンドー様」（アンドアジェネシス）の大ファン。
ふゅん奈
猫。大抵詩織に抱かれているが、飼い主などは不明。
竹本泉
作者。多くの作品で描かれる恐竜のような自画像で登場する。回によっては、上記のキャラクターは立ち絵のみしか描かれず、純然たるエッセイになることも。作中では大量のアニメビデオの片付け場所に困ったり、特典目当てに要りもしないゲームを買ってしまったり、ゲーム誌連載なのにゲームが出来ないことにジレンマを感じたり、萌えという概念に戸惑ってみたりする姿が描かれている。
高等部の女の子たち
みかん、詩織と同じ学園の高等部に通う2人の生徒。主に「苺タイムス」時代に、パソコン系の話題になると出て来る。本来は1993年から1994年にかけて『電撃王』に「電撃パソコン」のコーナーの扉として描かれた漫画のキャラクターで、名前はない。「いろいろ〜」シリーズの連載ではほとんど出番がないが、主に親指シフトのキーボード（作者の愛用品でもある）が話題になると登場することも。ふゅん奈そっくりの猫を連れているが、こちらは「どら菜」。
昼顔つばめ
「いろいろのーと」で1回のみ登場する。本来は1996年から1997年にかけて『覇王マガジン』で連載された「ひよどりにっき」のキャラクター。

## その他
- 2000年8月に、「いろいろのーと」の全編と「いろいろですく」の大部分を収録した大型の単行本『竹本泉のいろいろのーと&いろいろですく』がコミックマーケットにて販売されている。